# Los Trossos de Condó
Los Trossos de Condó són uns camps de conreu del municipi de Castell de Mur, al Pallars Jussà, a l'antic terme de Mur, en terres del poble del Meüll.
Estan situats a l'extrem nord-occidental del terme municipal, al sud del Mas de Condó, al nord de lo Planell i a ponent de la Rebollera.